# Martin Dibelius

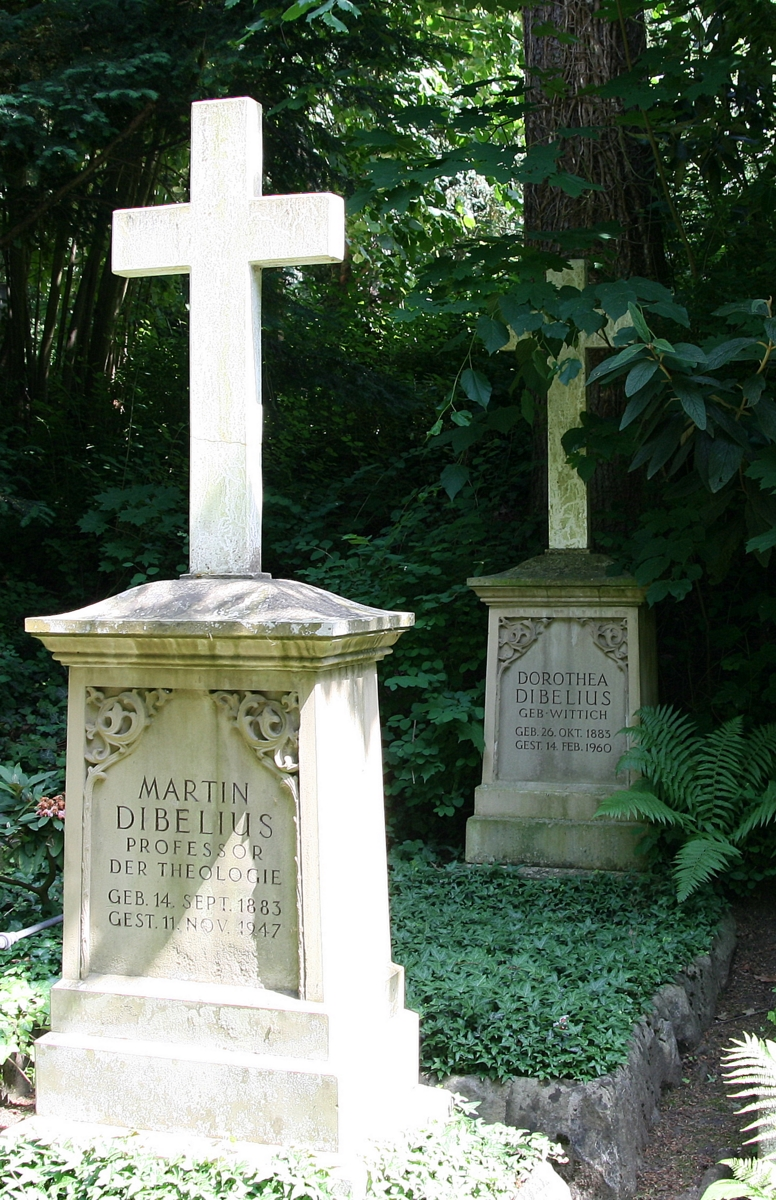
Náhrobek Martina Dibelia v Heidelbergu

Martin Dibelius (14. září 1883, Drážďany – 11. listopadu 1947, Heidelberg) byl německý evangelický teolog, profesor Nového zákona na univerzitě v Heidelbergu a průkopník metody dějin forem při výkladu evangelií.

## Život a působení
Narodil se v rodině pastora a dvorního kazatele, studoval evangelickou teologii a filosofii na univerzitách v Neuchâtelu, v Lipsku a na Humboldtově univerzitě v Berlíně. Z profesorů ho nejvíce ovlivnil starozákoník Hermann Gunkel a historik Adolf von Harnack. Roku 1908 se oženil a s manželkou Dorotheou měl tři syny a dceru. V Berlíně se také roku 1910 habilitoval a začal přednášet a roku 1915 byl povolán jako profesor novozákonní teologie na univerzitu v Heidelbergu.
Roku 1919 publikoval monografii „Dějiny forem v evangeliích“ (Die Formgeschichte des Evangeliums), kde ukázal, že synoptické evangelia nejsou životopisy Ježíšovy, nýbrž že se skládají z kratších úseků, rozebral jejich formy i pravděpodobný význam v první církvi. Tím výrazně proměnil pohled na vznik synoptických evangelií a jejich vzájemné vztahy. Vydal také několik komentářů k různým listům Nového zákona a věnoval se novozákonní etice.  Roku 1931 se zastal faráře Günthera Dehna, kterému němečtí nacionalisté zabránili v přístupu na univerzitu.
V roce 1937 V době Třetí říše se odvážně postavil proti Hitlerovi i kolaborujícím církevním hodnostářům. Byl v Berlínském procesu osvobozen, což bylo v té době ve Třetí říši zcela ojedinělé. Měl být odsouzen na šest měsíců vězení za svá tvrznení, že židovský původ Ježíšův a Pavlův je nepopiratelný, a že pro každého křesťana, ať se hlásí ke kterékoliv církvi, je směrodatná bible, nikoli Hitlerův „Mein Kampf“.